# Priemern
Priemern ist ein Ortsteil der Gemeinde Altmärkische Höhe im Landkreis Stendal in Sachsen-Anhalt.

## Geographie

### Lage
Priemern, ein durch Gutsbildung deformiertes kurzes Straßendorf, liegt etwa 8 Kilometer südwestlich von Seehausen (Altmark) in der Altmark. Westlich fließt der Zehrengraben.
Benachbarte Orte sind Bretsch im Süden, Höwisch im Nordwesten und Losse im Nordosten.

### Ortsteilgliederung
Zum Ortsteil Priemern gehören das Dorf Priemern und das gegenüberliegende Gut Priemern sowie der zwei Kilometer nördlich des Dorfes in der Priemernschen Heide gelegene Wohnplatz Forsthaus, auch Forsthaus Priemern genannt.

## Geschichte

### Mittelalter bis Neuzeit
Die erste Erwähnung des Dorfes Priemern stammt aus dem Jahre 1323 als villa primer. Die von Retfelde dotierten ihren in das Kloster Arendsee aufgenommenen Schwestern mit Einnahmen (Hebungen) aus dem Dorf. Weitere Nennungen sind 1536 Brymer, 1541 Prymer, 1687 Priemern und auch 1804 Priemern, Dorf und Gut mit Krug und Förster.
Priemern war teils zugehörig zu Bretsch über mehrere Jahrhunderte ein Herrensitz, erst der Familie von Eimbeck, dann mit Heirat 1767 über August Ferdinand von der Schulenburg bis Anfang des 20. Jahrhunderts ein Gutshof derer von der Schulenburg-Beetzendorf.
Bei der Bodenreform wurden 1945 die landwirtschaftliche Nutzfläche der Besitzungen festgestellt: eine Besitzung über 100 Hektar mit 198 Hektar, 7 Besitzungen unter 100 Hektar hatten zusammen 126 Hektar, eine Kirchenbesitzung hatte einen Hektar. Das Rittergut mit 588 Hektar Gesamtfläche wurde enteignet, in ein Provinzialgut umgewandelt und 1948 an das Provinzialgut Bretsch angeschlossen.

### Herkunft des Ortsnamens
Die Wortstämme sind slawisch. Die Silbe „pri“ steht für „bei“ oder „am“ und „Morie“ oder „mar“ für Sumpf, Moor oder wässrige Aue. Übersetzt heißt Primern damit „vor dem Sumpf“.

### Eingemeindungen
Bis 1807 gehörte das Dorf zum Seehausenschen Kreis der Mark Brandenburg in der Altmark. Zwischen 1807 und 1813 lag es im Kanton Bretsch auf dem Territorium des napoleonischen Königreichs Westphalen. Ab 1816 gehörte die Gemeinde zum Kreis Osterburg, dem späteren Landkreis Osterburg.
Am 30. September 1928 wurde der Gutsbezirk Priemern mit der Landgemeinde Priemern vereinigt. Zum Gutsbezirk gehörte das Forsthaus Priemern. Am 20. Juli 1950 wurde die Gemeinde Priemern in die Gemeinde Losse eingemeindet. Am 22. November 1967 erfolgte die Zuordnung des Ortsteils Priemern zur Gemeinde Bretsch.
Durch den Zusammenschluss vom Bretsch mit anderen Gemeinden zur Gemeinde Altmärkische Höhe am 1. Januar 2010 kam Priemern als eigener Ortsteil zur Gemeinde Altmärkische Höhe.

### Einwohnerentwicklung

#### Gut/Gutsbezirk
| Jahr | Einwohner |
| ---- | --------- |
| 1798 | 47        |
| 1864 | 60        |
| 1885 | 41        |
| 1895 | 37        |
| 1905 | 46        |

Quelle:

#### Dorf/Gemeinde
| Jahr | Einwohner |
| ---- | --------- |
| 1734 | 075       |
| 1775 | 108       |
| 1789 | 139       |
| 1798 | 100       |
| 1801 | 117       |
| 1818 | 128       |

| Jahr | Einwohner |
| ---- | --------- |
| 1840 | 184       |
| 1864 | 115       |
| 1871 | 181       |
| 1885 | 134       |
| 1892 | [00]155   |
| 1895 | 115       |

| Jahr | Einwohner |
| ---- | --------- |
| 1900 | [00]117   |
| 1905 | 100       |
| 1910 | [00]151   |
| 1925 | 228       |
| 1939 | 166       |
| 1946 | 252       |

Quelle, wenn nicht angegeben:

#### Ortsteil
| Jahr | Einwohner |
| ---- | --------- |
| 2011 | [00]103   |
| 2012 | [00]105   |
| 2014 | [00]105   |
| 2020 | [00]099   |
| 2021 | [00]104   |
| 2022 | [0]096    |
| 2023 | [0]095    |

## Religion
Die evangelische Kirchengemeinde Priemern gehörte früher zur Pfarrei Bretsch. Sie wird heute betreut vom Pfarrbereich Kossebau im Kirchenkreis Stendal im Bischofssprengel Magdeburg der Evangelischen Kirche in Mitteldeutschland.
Die ältesten überlieferten Kirchenbücher für Priemern stammen aus dem Jahre 1782.
Die katholischen Christen gehören zur Pfarrei St. Anna in Stendal im Dekanat Stendal im Bistum Magdeburg.

## Kultur und Sehenswürdigkeiten
- Die evangelische Dorfkirche Priemern ist eine spätbarocke Fachwerkkirche aus dem ausgehenden 17. Jahrhundert. Sie ist anstelle des maroden Vorgängerbaus errichtet worden.[22]
- Der Ortsfriedhof ist auf dem Kirchhof.
- Das ehemalige Rittergut Priemern steht unter Denkmalschutz und wird heute als sozialtherapeutisches Zentrum genutzt.

## Persönlichkeiten
- Gustav von der Schulenburg-Priemern (1814–1890), Diplomat